# Alberto Regazzoni
Pour les articles homonymes, voir Regazzoni.
Alberto Regazzoni est un footballeur international suisse, né le 4 mai 1983 à Lugano, il joue au poste d'aillier pour le FC Chiasso. Il a été sélectionné en équipe nationale par Köbi Kuhn de 2006 à 2007.

## Biographie

### En club
Le 13 mai 2013 il est évincé du groupe professionnel du FC Sion pour se retrouver dans un groupe de "bannis" ne disputant plus de matchs officiels. Les raisons de son éviction ne sont pas établies mais sembleraient liées au tempérament caractériel du joueur.

### En sélection
- 3 sélections

## Palmarès
- Vainqueur de la Coupe de Suisse 2006 FC Sion,  Suisse